# Constance et Gwenyth Little
Pour les articles homonymes, voir Little.
Constance et Gwenyth Little, nées respectivement en 1899 et 1903 en Australie et mortes en 1980 et 1986 à Newton, dans l'État du New Jersey, aux États-Unis, sont des sœurs et des auteures américaines de roman policier. En Angleterre, leur éditeur britannique modifie leur signature pour Conyth Little.

## Biographie
Constance et Gwenyth Little émigrent en Angleterre quand leur père, James F. Little, le directeur d’une firme d’assurances, décide de quitter sur un coup de tête l’Australie. À l'âge adulte, les deux sœurs Little émigrent à Mexico, puis aux États-Unis à Orange dans l'État du New Jersey. Peu après, chacune se marie. Constance épouse Lawrence Baker, un styliste de mode masculine qui amorce sa carrière à Rome avant de la poursuivre en Amérique. Norma, elle, devient la femme de Bernard Hemmings Jones, le directeur d’un compagnie d’assurances qu’elle rencontre pendant qu’elle est en visite dans sa famille à Londres. Après leur mariage, les deux sœurs continuent d’habiter non loin l’une de l’autre dans la petite ville de Newton, au New Jersey, où elles meurent dans les années 1980.
Peu avant la Deuxième Guerre mondiale, les deux sœurs amorcent une carrière littéraire commune en publiant The Grey Mist Murders (1938), un premier roman policier.  Les titres suivants mettent en scène Miriel Mason, une jeune infirmière qui, au cours de la série, épouse le bel officier Ian Ross. En tous lieux, car certains récits, comme Mademoiselle l’assassin (1944), se déroulent en Australie, Mirial Mason Ross est contrainte par les événements à se transformer en habile détective amateur pour élucider des énigmes policières. Se mêlent à ses investigations une bonne dose de comédie et de roman d'amour dans la veine des récits de Mary Roberts Rinehart.

## Œuvre

### Romans

#### SérieMiriel Mason Roos
- The Black-Headed Pins (1938)
- The Black Gloves (1939)
- Black Corridors (1940)
- The Black Paw (1941)
- The Black Shrouds (1941) Publié en français sous le titre Les Linceuls noirs, Paris, Éditions du Portulan, coll. L’Empreinte-Police, no 35, 1950
- The Black Thumb (1942)
- The Black Rustle ou The Black Lady (1943) Publié en français sous le titre Le Frisson noir, Paris, S.E.P.E., Le Labyrinthe, 1944
- The Black Honeymoon (1944)
- Great Black Kanba ou The Black Express (1944) Publié en français sous le titre Mademoiselle l’assassin, Paris, Éditions de la Table ronde, coll. Les Romans policiers de la Table ronde no 2, 1946 ; réédition, Paris, Éditions des Loisirs, coll. Le Yard no 69, 1955
- The Black Eye (1945) Publié en français sous le titre L'Œil noir, Paris, Éditions de la Table ronde, coll. Les Romans policiers de la Table ronde no 9, 1947
- The Black Stocking (1946)
- The Black Goatee (1947) Publié en français sous le titre La Barbiche noire, Paris, Librairie des Champs-Élysées, Le Masque no 488, 1954
- The Black Coat (1948)
- The Black Piano (1948) Publié en français sous le titre On n'a pas tué Gloria, Paris, Éditions des Deux Mondes, coll. La Main rouge no 9, 1950
- The Black House (1950)
- The Black Smith (1950)
- The Blackout (1951)
- The Black Dream (1952)
- The Black Curl (1953)
- The Black Iris (1953) Publié en français sous le titre L'Iris noir, Paris, Librairie des Champs-Élysées, Le Masque no 549, 1956 ; réédition, Paris, Librairie des Champs-Élysées, Le Club des Masques no 202, 1974

#### Autre roman policier
- The Grey Mist Murders (1938)

### Nouvelle isolée
- Dark Corridor (1940)

## Sources
- Jacques Baudou et Jean-Jacques Schleret, Le Vrai Visage du Masque, vol. 1, Paris, Futuropolis, 1984, 476 p. (OCLC 311506692), p. 265.
- (en) John M. Reilly (Ed.), Twentieth-century crime and mystery writers, New York, St. Martin's Press, coll. « Twentieth-century writers of the English language », 1982 (réimpr. 1991), 2e éd., 1568 p. (ISBN 978-0-312-82417-4, OCLC 6688156), p. 568-569.